# Koryūsai

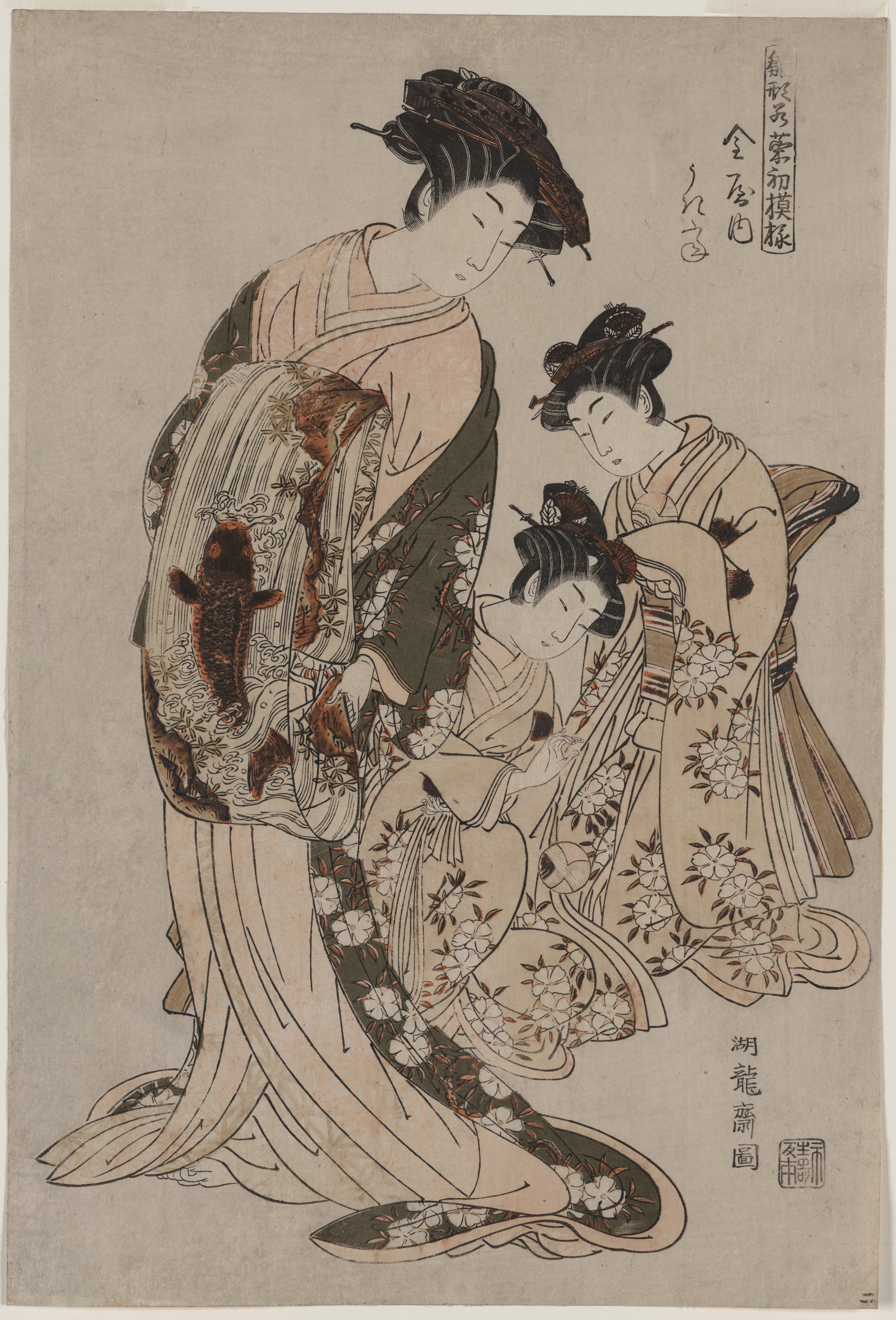
Hinagata wakana no hatsu moyō, por Isoda Koryūsai.

Isoda Koryūsai (礒田湖龍斎, [1735–1790] Erro: {{japonês}}: texto da transliteração contém caractere não latino (pos 9) (ajuda)) foi um gravurista e pintor japonês de ukiyo-e atuante entre 1769 to 1790. Foi um prolífico desenhista de impressos individuais e de séries sobretudo durante a década de 1770. Sua "Modelos para Moda" (Hinagata wakana no hatsumoyō, 1776–81) foi produzida em 140 cópias, a maior impressão de series de figuras femininas e moda em ukiyo-e a ser executada na época. Koryūsai também criou grande número de artes shunga, entre outros estilos.